# Trællebjerg
Bebyggelsen Trællebjerg eller Trellebjerg Huse eksisterer ikke i dag. Lokaliteten lå i vejen for Odenses nye erhvervsområde Tietgenbyen og blev derfor eksproprieret. Området ligger mellem Fraugde og Fraugde-Kærby, og tættest på sidstnævnte, i Fraugde Sogn i Odense Kommune.
Bebyggelsen bestod af cirka 14 mindre huse og husmandssteder samlet langs Trællebjergvej med jævn afstand mellem bygningerne. Af disse huse blev 11 opført af ritmester Andreas Ali Michael Sehested til Fraugdegaard i begyndelsen af 1800-tallet. Til hvert af de 11 huse hørte 3 tønder land og husene var fæstet til Fraugdegaard. Inden eksproprieringen havde mange af bygningerne stadig deres oprindelige bindingsværk og bygningstræk bevaret. Bygningerne bar præg af, at de var bygget af og repareret med de forhåndenværende materialer samt ved knopskydning.

## Formål
Trællebjerg-husene blev opført med et dobbelt formål: Dels har de været beboelse til bønderne og dels sikrede de, at godsejeren, der ejede husene, havde arbejdskraft til rådighed. Godsejeren må have haft dette for øje ved opførelsen.
Stedet var ligeledes specielt i den henseende, at det fra begyndelsen af var småkårsfolk, som havde til huse derude. Et sociologisk træk, der holdt sig helt op til eksproprieringen. Befolkningen fra Trællebjerg har primært ernæret sig af det jord, de havde til rådighed, og som arbejdere på Fraugdegaard og i Fraugde-Kærby. Socialhistorisk har beboerne fra Trællebjerg altid, selv indtil for nylig, været placeret på et lavere socialt lag end folk fra nabobyerne. Det var ikke noget, der blev udtalt, men det var underforstået. Mellem Trællebjerg Huse og Fraugde-Kærby blev der i begyndelsen af 1900-tallet anlagt et mejeri. Mejeriet var andelsmejeri for Fraugde og Fraugde-Kærby.